# Уольките
Уольките (амх. ወልቂጤ) — город на юге Эфиопии, в Области Народностей Южной Эфиопии. Административный центр зоны Гураге.

## Географическое положение
Город находится в северной части региона, на Эфиопском нагорье, на высоте 1891 метра над уровнем моря.
Уольките расположен на расстоянии приблизительно 155 километров к северо-западу от Ауасы, административного центра региона, и на расстоянии приблизительно 120 километров к юго-западу от Аддис-Абебы, столицы страны.

## Население
По данным Центрального статистического агентства Эфиопии на 2005 год численность населения города составляла 28 866 человек, из которых мужчины составляли 52,22 %, женщины — соответственно 47,78 %. В конфессиональном составе населения 48,17 % составляют последователи эфиопской православной церкви; 42,31 % — мусульмане; 7,86 % — протестанты; 1,34 % — католики.
Согласно данным переписи 1994 года численность населения Уольките составляла 15 329 человек.